# エミル・ベルグレーン
エミル・ベルグレーン（Emil Berggreen、1993年5月10日 - ）は、デンマーク・ヘルシンゲル出身のプロサッカー選手。SpVggグロイター・フュルト所属。ポジションはFW。

## 経歴

### クラブ

#### デンマーク時代
いくつかのチームでプレーした後、2005年にFCノアシェランのアカデミーに入団。しかしトップチームでプレーすることは叶わず、2012年夏に3部に所属するブレンスホイBKに移籍した。2013-14シーズン後半は21試合で12ゴールと爆発、上位リーグのクラブが獲得に乗り出した。
2014年6月、ホブロIKと3年契約を結んだ。主力に定着し、秋以降には他クラブへの移籍が噂されるようになった。

#### ドイツ時代
2015年1月、2.ブンデスリーガのアイントラハト・ブラウンシュヴァイクに移籍。契約は2年半。翌月の第20節1.FCカイザースラウテルン戦で途中投入され移籍後初出場。22節RBライプツィヒ戦で初スタメン&初ゴール。
2016年1月、1.FSVマインツ05に移籍。ところが加入僅か一ヶ月で膝を負傷、手術をうけ戦線から離脱した。2016年夏にようやくトレーニングに復帰したが、一週間後に今度は前十字靭帯を断裂、再離脱を余儀なくされた。

#### トゥウェンテ
2019年7月17日、エールディヴィジのFCトゥウェンテに移籍。

#### グロイター・フュルト
2020年9月、SpVggグロイター・フュルトに2年契約で加入した。

### 代表
U-21デンマーク代表歴がある。
なお母親がクロアチア人のため、クロアチア代表を選択することも出来る。

## 代表歴
- デンマークU-21
  - UEFA U-21欧州選手権2015